# The Children (obra de teatre)
The Children és una obra de teatre escrita per Lucy Kirkwood que fou estrenada a Londres el 2016 i a Broadway el 2017.

## Produccions
L'obra es va estrenar a Londres al Royal Court Theatre, del 17 de novembre de 2016 al 14 de gener de 2017. El repartiment va comptar amb Francesca Annis, Deborah Findlay, i Ron Cook, dirigit per James Macdonald.
L'obra es va estrenar a Broadway, produïda pel Manhattan Theatre Club amb el mateix repartiment, que es va presentar al Samuel J. Friedman Theatre del 28 de novembre de 2017 al 4 de febrer de 2018. La direcció va ser novament de James Macdonald. L'obra va rebre dues nominacions als Premis Tony, a la millor obra de teatre i a la millor actriu destacada en una obra de teatre (Findlay).
La coproducció australiana de la Melbourne Theatre Company i la Sydney Theatre Company va guanyar el premi Helpmann 2018 a la millor obra de teatre. La seva directora, Sarah Goodes, va guanyar el premi Helpmann 2018 a la millor direcció d'una obra de teatre i Pamela Rabe va guanyar el premi Helpmann 2018 a la millor actriu femenina en una obra de teatre.
Una producció de l'obra es va publicar a Toronto al Canadian Stage Theatre del 25 de setembre al 21 d'octubre de 2017. El Steppenwolf Theatre de Chicago va dirigir una producció de l'obra, dirigida per Jonathan Berry, del 18 d'abril al 9 de juny de 2019.

## Recepció
El 2019, els comentaristes de The Guardian van situar The Children en el tercer lloc de la llista de les millors obres teatrals des del 2000.

## Premissa
L'obra tracta de dos físics nuclears retirats, la parella casada Hazel i Robin, que viuen en una casa remota de la costa britànica. El món exterior s'enfronta a un desastre important en una central nuclear. Els visita Rose, que també és física nuclear.
L'esdeveniment que va servir d'inspiració per a l'obra va ser l'explosió nuclear de Fukushima del 2011 al Japó.